# یواس‌اس هیزل (اس‌پی-۱۲۰۷)
یواس‌اس هیزل (اس‌پی-۱۲۰۷) (به انگلیسی: USS Hazel (SP-1207)) یک کشتی بود که طول آن 44' بود.